# Type 201
Ne doit pas être confondu avec Unterseeboot 201.
Les sous-marins de Type 201 sont une classe de sous-marins à propulsion diesel-électrique, développés par Howaldtswerke-Deutsche Werft AG (HDW) pour la marine allemande. Les Types 201 marquent le renouveau de la construction de sous-marins en Allemagne, bien que leur taille a été limitée par les Alliés. Ils cumulent de nombreuses innovations dont une a été un échec : la construction de la coque en acier amagnétique. Cet acier, l'AM 10 de l'Autrichien Schoeller-Bleckmann Stahlwerke (de), s'est montré sensible à la fissuration et a causé la fin prématurée de la classe, ainsi que celle des Types 202. La tête de classe, le U 1 a été complètement reconstruit en acier classique. Sa reconstruction, du 1er février au 17 février 1967, pour une remise en service le 26 juin 1967 a été l'occasion d'un agrandissement et d'une modernisation, qui ont défini les caractéristiques du Type 205. Le dernier de la classe, le U 3, a été prêté deux ans à la Marine royale norvégienne, qui l'a utilisé sous le nom de KNM Kobben (S310) afin de définir les spécifications de sa future classe Kobben.
Les Types 201 ont été mis au point par l'Ingenieurkontor Lübeck (IKL), dirigé par Ulrich Gabler (de). Ces sous-marins sont les premiers construits par l'Allemagne après la Seconde Guerre mondiale. La classe qui a succédé au Type 201, le Type 205, est construite avec un acier classique. Par la suite, le Type 206 abouti enfin à l'utilisation réussie d'un acier amagnétique.
| Pays             | Numéro de coque | Nom | Quille posée       | Lancement      | Mise en service | Retrait du service | Destin |
| ---------------- | --------------- | --- | ------------------ | -------------- | --------------- | ------------------ | --- |
| Marine allemande | S180            | U1  | 8 juin 1960        | 2 octobre 1961 | 20 mars 1962    | 22 juin 1963       | Converti en plate-forme d'essai pour tubes lance-torpilles arrière. Cannibalisé pour la construction des Types 205 et démoli. |
| Marine allemande | S181            | U2  | 1er septembre 1960 | 25 juin 1962   | 3 mai 1962      | 15 août 1963       | Cannibalisé pour la construction des Types 205 et démoli.                                                                     |
| Marine allemande | S182            | U3  | 12 octobre 1960    | 7 mai 1962     | 20 juin 1964    | 15 septembre 1967  | Coulé lors d'essais en Allemagne en 1971.                                                                                     |

Le U3 a été prêté deux ans à la Marine royale norvégienne afin de définir les spécifications de sa future classe Kobben :
| Pays                      | Numéro de coque | Nom        | Mise en service | Retrait du service | Destin                        |
| ------------------------- | --------------- | ---------- | --------------- | ------------------ | ----------------------------- |
| Marine royale norvégienne | S310            | KNM Kobben | 10 juillet 1962 | 16 juin 1964       | Rendu à l'Allemagne, voir U3. |